# Xerocrassa caroli
Xerocrassa caroli е вид коремоного от семейство Hygromiidae.

## Разпространение
Видът е разпространен в Испания (Балеарски острови).